# Franck Boucanville
Franck Boucanville, né le 1er janvier 1966 à Amboise, est un coureur cycliste français professionnel entre 1988 et 1994.

## Palmarès
- 1984
  - Tercé-Montlouis
- 1985
  - 3e étape du Circuit berrichon
  - 1 étape du Tour du Loiret
  - 3e du Tour du Loiret
- 1986
  - 1re étape du Circuit des Mines[1]
  - 2 étapes du Circuit berrichon
  - 2e de la Ronde du Canigou
  - 2e du championnat de France militaires sur route
  - 3e du Grand Prix de Lignac
- 1987
  - 1 étape du Tour du Loir-et-Cher
  - 2 étapes du Circuit berrichon
  - Paris-Roubaix amateurs
  - Grand Prix de Monpazier
  - Circuit de la vallée de la Creuse
- 1988
  - Poly Normande
- 1989
  - Grand Prix Cholet Mauléon-Moulins
  - 7e étape du Tour du Portugal
  - 3e du Grand Prix de Denain
- 1991
  - 3e étape du Circuit de la Sarthe
- 1992
  - 3e d'À travers le Morbihan
- 1993
  - Paris-Saint-Maure-de-Touraine
  - 1re étape du Circuit berrichon
  - 3e étape du Tour du Loir-et-Cher
  - 2e du Circuit berrichon
- 1994
  - 6e étape des Quatre Jours de l'Aisne